# 人事の人見
『人事の人見』（じんじのひとみ）は、2025年4月8日から6月17日までフジテレビ系「火曜9時」枠で放送されたテレビドラマ。主演は本作が地上波ドラマ単独初主演となる松田元太。

## あらすじ
文房具メーカー「日の出鉛筆」は、体育会系で営業部などという現場の声が最優先という、古い体質が残る会社だった。そんな日の出鉛筆の人事部に、ある日海外企業から超エリートが入ってくるという噂が。
期待をする人事部一同だったが、入ってきたのは人見廉という、噂とは全く違うおバカでピュアな男だった。会社勤めをしたことのない人見が、持ち前の性格で様々な会社の問題を解決する痛快オフィスエンターテイメント。

## キャスト

### 主要人物
人見廉（ひとみ れん）
演 - 松田元太
本作の主人公。おバカでピュアな性格。文房具メーカー「日の出鉛筆」人事部に勤務。海外企業からヘッドハンティングされ、人事のエキスパートとして鳴り物入りで入社をして人事部に入ってくる超エリートという噂だったが、実際は元バックパッカー。最終話で社長に就任したが、早々に退任を表明して後任を選挙にて選出し、日の出鉛筆を退職して再びバックパッカーとしてウルグアイに旅立った。
真野直己（まの なおみ）
演 - 前田敦子
日の出鉛筆の人事部に配属されて3年目社員。労務担当として正しい労働環境に変えるために奮闘している。第7話で過去に、パワハラの被害経験がある。

### 日の出鉛筆

#### 人事部
堀愛美（ほり まなみ）
演 - 松本まりか
研修担当。社内事情に詳しい。
森谷詩織（もりや しおり）
演 - 桜井日奈子
若手社員。匿名でSNSに会社を舞台にしたエッセー漫画を連載している。人見のことは、漫画のネタとして観察する。
須永圭介（すなが けいすけ）
演 - 新納慎也
研修担当。全然仕事をしない中堅社員。バツイチ。
ミン・ウジン
演 - ヘイテツ
採用担当。韓国と日本のハーフ。
富樫誠（とがし まこと）
演 - 津和野諒
採用担当。
相沢今日子（あいざわ きょうこ）
演 - 前田友里子
採用担当。うわさ好きだが、信憑性に乏しい。
平田美和（ひらた みわ）
演 - 鈴木保奈美
人事部長。優柔不断。最終話で行われた社長選挙にて、里井常務の推薦により人見の後任社長として選出されたが、性格上決断する場面にて里井常務の意見を取り入れようとし里井常務から「社長がお決めになることです」と言われてしまう。

#### その他
里井嘉久（さとい よしひさ）
演 - 小日向文世
常務取締役。人見を抜擢して中途採用で入社させた。
小笠原治（おがさわら おさむ）
演 - 小野武彦
社長。豪快だが価値観は古い。第10話に時代錯誤のような発言をセミナーで発言してしまい、辞任に追い込まれる。

### ゲスト

#### 第1話
海藤亮二（かいとう りょうじ）
演 - 平山祐介（若いころ：中原陸人）
「日の出鉛筆」マーケティング部課長。
瀬沼優（せぬま すぐる）
演 - 田中洸希（最終話）
退職代行サービスを使って会社に退職届を提出したマーケティング部入社2年目の社員。
町村亮
演 - 宮川浩明（第3話・第7話・第8話）
「日の出鉛筆」常務取締役。
蒔田秀夫
演 - 林和義
「日の出鉛筆」生産管理部長。
高梨健
演 - 金井良信
「日の出鉛筆」経理部長。
岸隆徳
演 - 阿部翔平
元マーケティング部で海藤の同僚だった男性。
男性
演 - 井上雄太
退職代行サービス「パラシュート」の男性。
部下
演 - 迫田恵介
海藤の部下。
阿川
演 - 末廣拓也
海藤のマーケティング部の部下。
古川
演 - 石塚瑛資
新人時代の海藤の先輩社員。
店主
演 - 須間一也
海藤が通う居酒屋の大将。
ミュージシャン
演 - SALIOU GNINGUE、MAMA NDIAYE、SAMBA CISSOKO
路上ライブをしている外国人グループ。
外国人
演 - John D、Pham Phu Sang、Navneet S
人見に品川駅、泉岳寺、屋形船への行き方を尋ねる外国人たち。

#### 第2話
植木奈緒子
演 - 珠城りょう（最終話）
商品企画部の企画チームリーダー。
国枝大輝
演 - 渡辺邦斗
商品企画部のエース社員。商品コンペでの植木のライバル。
植木憲司
演 - 伊藤圭太（第5話）
奈緒子の夫。
根元清博
演 - 永倉大輔
商品企画部 部長。
葉山駿
演 - 村越亮太（最終話）
商品企画部新人社員。奈緒子の部下。
佐藤由佳
演 - 伊藤心咲（第5話）
商品企画部社員。
青柳
演 - 東龍美
奈緒子と共にシルキーボールのリニューアルであさきゆめみとのコラボを企画する代理店社員。
片岡秀一郎
演 - 諌山幸治
「日の出鉛筆」に臨検に入った品浜労働基準監督署の監督官。
社員
演 - 金田将浩、西野光（最終話）、加賀聡至（第5話）
3年目研修を受ける「日の出鉛筆」の若手社員たち。
係員
演 - 山本真敬
「日の出鉛筆」の3年目研修「迷宮からの脱出」のゲームマスター。
前園美織（まえぞの みおり）
演 - 藤牧優花
奈緒子が搬送された東都記念病院 救急救命センターナースステーションの看護師。

#### 第3話
石郡隆正
演 - 中田顕史郎（最終話）
法の番人と呼ばれる「日の出鉛筆」総務部の堅物部長。社長選挙の選挙管理委員長（最終話）。
土橋由依
演 - 山口まゆ（最終話）
「日の出鉛筆」研究開発部社員。VTuberの『月乃マタタキ』の顔も持つ。現実と仮想のコンプレックスを持っていた。
吉川健太
演 - 酒井貴浩（第5話）
「日の出鉛筆」製造部社員。会社に内緒でタクシーの運転手の副業をしている。
毛利葵
演 - 熊谷有芳
フリマアプリで自作アクセサリーを売る「日の出鉛筆」のお悩み社員。
小早川慶
演 - 橋本大和
「日の出鉛筆」第三営業部社員。アンケートに答えたら2,000円分のクーポン貰ったことが副業にあたるか、人事部に問い合わせしてきた。
- 伊藤総[32]

#### 第4話
清川雅人〈42〉
演 - ドリアン・ロロブリジーダ（最終話）
「日の出鉛筆」第一営業部勤続20年の社員。ドラァグクイーンのプリシラとしての顔も持つ。
岩谷典孝
演 - 中野剛
「日の出鉛筆」第一営業部 部長。
脇田宏仁、山本栄司、男性、男性
演 - 松本旭平、山本栄司、野口俊丞、黒澤光司
「日の出鉛筆」第一営業部社員。
山岸靖
演 - ふるごおり雅浩
清川が担当する銀座の老舗文房具チェーン店「勝文堂」社員。
ドラァグクイーン
演 - MONDO、枝豆順子
プリシラ（清川）の仲間。
- 野上智子、谷川哲也、武島龍児

#### 第5話
田代綾子
演 - 智順
須永の元妻。「モジヤ文具」営業本部長。堀愛美とはヨガ教室で一緒。
田代陽菜
演 - 小井圡菫玲
須永の娘。
富樫麻美、富樫大輝
演 - 鹿島ゆきこ、今泉雄土哉
冨樫の妻と息子。
社員
演 - 関本巧文（第7話・最終話）、望月翔（第7話・最終話）
「日の出鉛筆」のFAMILY DAYで人事部長挨拶に立とうとした須永をステージから引きずり降ろす。
社員
演 - 墨田岳人
須永の醜態を見て呆れる社員。
秘書
演 - 山下朱梨（第8話・第10話）
小笠原社長の秘書。
ピエロ
演 - 内田貴之
「日の出鉛筆」のFAMILY DAYのステージでジャグリングを披露する。

#### 第6話
面接官
演 - 児島功一
2026年度新卒採用二次面接の面接官。就活生各々に「自分を日之出鉛筆の文房具に例えると何ですか?」を答えさせる。
新山健太郎
演 - 安藤冶真
「日の出鉛筆」2026年度新卒採用二次面接に進んだ東京南大学の就活生。「小さいころから日の出鉛筆で働くのが夢だった」という。
本田秀平
演 - 小日向春平
同就活生。几帳面な性格から面接で自分を定規に例え、多機能定規の企画書も書き上げていた。
就活生
演 - 横山統威（役名：三井奏）、伊藤航（役名：村田康則）、関谷瑠紀（役名：豊田怜香）、森航佑、江上陸、山崎慶亮、市原菜夏（役名：山地ひかり）
「日の出鉛筆」2026年度新卒採用に応募した就活生。
面接官
演 - 数ヒロキ
ウジンが受けた「Putih Works」の中途採用の面接官。
社長、社員
演 - ジョーナカムラ、山本修夢
ウジンが中途採用面接を受けた有名デザイン会社「Unic Factory」の社長と採用担当社員。
ウジンの母、ウジンの妹
声 - みょんふぁ、世玲

#### 第7話
黒澤直樹
演 - 長谷川純
「日の出鉛筆」東北支社営業部主任。真野の海外営業部時代の上司で、彼女に対するパワハラで異動になっている。
紺野
演 - 坂口涼太郎
施設管理部社員。ミスで5年前に外された広報部への復帰を希望している。
緑川亮輔
演 - 小松利昌（最終話）
生産管理部社員。
白井
演 - 榎並夕起
「日の出鉛筆」東北支社で黒澤の部下。
講師
演 - 岡安泰樹
「日の出鉛筆」ハラスメント研修の講師。
田中
演 - 外山史織
同研修に参加した女性社員。
カラオケ店員
演 - 瀬戸口祥侑
人見達が足を運んだカラオケの店員。

#### 第8話
篠原裕美子
演 - 久世星佳
「日の出鉛筆」でかつて平田の先輩だった女性。現在は経済誌「リーブス・ジャパン」などに執筆しているライター。
カメラマン
演 - 岡野優介
篠原の「日の出鉛筆」の取材に同行するカメラマン。
川戸舞
演 - 大塚千弘
「日の出鉛筆」調達部社員。自身の「マミートラック」状態について平田に相談をする。
柱谷
演 - 森準人
「日の出鉛筆」調達部で川戸舞の同僚社員。
市川忠志
演 - 天野勝弘（最終話）
「日の出鉛筆」常務取締役。
社員
演 - 志田美由紀、谷茉衣子
「日の出鉛筆」社員。7年前、昇進した平田にフレックスタイム制を会社に提案して欲しいとお願いする。
川戸凛
演 - 三好なこ
川戸舞の娘。
社員
演 - 山口のりとも、山本啓之
「日の出鉛筆」生産管理部社員。
関家
演 - 小野田せっかく
「日の出鉛筆」調達部・部長。
秘書
演 - 忠美旬子（第10話）
小笠原社長の秘書。「社長の一存で色々ひっくり返る会社。ついていけない」と退職相談でウジンと面談する（第10話）。
真壁
演 - 松本祐一
「日の出鉛筆」調達部社員。

#### 第9話
持田信雄〈52〉
演 - 阿南健治（鉛筆削りの手元吹替：須藤慧）（最終話）
「日の出鉛筆」第二営業部 EC事業課社員。鉛筆を削るのがやたら上手いことだけで採用されたが、どこの部署でも通用せず、早期退職者募集対象者リストに名前が挙がっている。
進藤祐希
演 - 黒羽麻璃央
真野の学生時代の元彼。学生時代に起業したベンチャー「エデュケース」に真野を誘う。
北出
演 - 西ノ園達大
「日の出鉛筆」製品設計部社員。会社には引き留められているが転職を希望している。
上司
演 - 鈴木理学
持田の上司。「持田さん、寒いのって平気な人？ 雪って好き？」などと北への転勤を仄めかす。
持田優奈、持田杏奈
演 - 福原詩織、福原朱音
持田の娘。来年同時に大学受験を控えている。
村人
演 - Sammy Pop、望月ムサシ、Louis Nthenda、Nature Ranks、Brandon R.、Kwaku Omo
里井と人見が遭遇した中南米の村人たち。村同士の諍いを人見の機転で解決した。

#### 第10話
牛島敦弘
演 - 佳久創
小笠原の出身テイトク大ラグビーの年の離れた後輩。「日の出鉛筆」に清掃のバイトで来ていた時、小笠原に拾われ入社したことから、彼に忠誠を誓っている。
猪俣志保
演 - 佐藤乃莉（学生時代：内藤あい紗）
小笠原の第一営業部時代の同僚の娘。父親を亡くした後も小笠原に公私とも長年世話になっている。
部長
演 - 酒井康行
小笠原の講演会の動画が流出し、若手社員を中心に退職の希望とか相談が急増していると平田に話す。
堂前豊
演 - 若林秀敏
里井のかつての同僚。10年前に小笠原社長に直言した結果、会社を去っている。故人。
社員
演 - 山本慎一、貴堂寛之
社長の発言のせいで商談がこけたことを嘆く第二営業部の社員。
社員
演 - 岩戸秀年、結城あすま
「友達とかに『あの人が社長のヤバ会社か』って言われる」、「社長の尻拭いで失言の言い訳を考えるのが本当に広報の仕事なのか」などと愚痴を言い合っている。
社員
演 - 岩田知幸、藤本悠輔
小笠原家での飲み会に招かれた社員。
社員
演 - 海老原恒和、丸山翔
小笠原が創世期の「日の出鉛筆」第一営業部長だった時代の部下。
小笠原の妻
演 - 澤井孝子

若手社員
演 - 小熊樹
退職相談の面談で「（社長発言の）説明も撤回もする気ないってことは、あれが本音ってことじゃないですか」と森谷に話す。
演 - 清水学
同面談で「説明会ドタキャンってありえない。あの社長の下ではやっていけない」と須永に話す。
猪俣颯太
演 - 濱﨑司
猪俣志保の息子。

#### 最終話
茅原葵
演 - 杏花
新入社員。公園のベンチで泣いている姿を人見が目撃する。
見城竜太
演 - 吉田健悟
調達部社員。社長選挙に立候補しラップで演説をする。
二階堂民子
演 - 森川葵（特別出演）
ゲームセンターで人見と居合わせた女性。2025年7月期のフジテレビ火曜9時枠「スティンガース 警視庁おとり捜査検証室」主演の二階堂民子のカメオ出演。
社員
演 - 氏家恵
人事部で真野に相談する社員。
片瀬
演 - 河野安郎
社長となった人見の秘書。
帰山みゆき
演 - 罍陽子
夫が子供のお迎えに行けなくなったので、社長選挙立候補演説の自分の順番を早くして欲しいと頼む広報部社員。
大曲俊哉
演 - 税所伊久磨
社長選挙立候補者の部長。
社員
演 - 平田純哉
見城のラップ演説に乱入する社員。
多部
演 - 古谷蓮
食い逃げしたとして処分されていた社員。それは冤罪だと人事に訴えた。
記者
演 - 米村拓彰
社長となった人見を取材する記者。
前島彰
演 - 稲野辺祐二
社長選挙に立候補した施設管理部・部長。
ホセ
演 - デビッドA
ウルグアイに人見を誘った男性。

## 劇中曲

### 第1話
- 「DIRABI（ジャラビ）」作詞 / 訳 - SALIOU GNINGUE、作曲 - 西アフリカ伝統曲
- 「告発」作詞 - 平田純哉、作曲 - Yosuke Sacai

## スタッフ
- 企画・プロデュース - 後藤博幸[1]
- 脚本 - 冨坂友[1]、神田優
- 音楽 - カワイヒデヒロ[95]
- 主題歌 - 宮本浩次「Today -胸いっぱいの愛を-」（ユニバーサルシグマ）[96]
- ナレーション - バッキー木場
- 演出 - 河野圭太、山内大典、小林義則[95]
- 人事・社労取材協力 - 馬場栄
- 協力 - コクヨ[97]
- 編成企画 - 草ヶ谷大輔[1]
- プロデュース - 橋本芙美、高橋眞智子[1]
- 制作 - フジテレビ[1]
- 制作著作 - 共同テレビ[1]

## 放送日程
| 各話                                           | 放送日  | サブタイトル                                             | 脚本   | 演出     | 視聴率 |
| ---------------------------------------------- | ------- | -------------------------------------------------------- | ------ | -------- | ------ |
| STORY 01                                       | 4月08日 | 現代人の悩みを全て解決！松田元太主演ドラマ！             | 冨坂友 | 河野圭太 | 5.5%   |
| STORY 02                                       | 4月15日 | 松田元太パワー全開！痛快オフィスエンタメ !               | 冨坂友 | 河野圭太 |        |
| STORY 03                                       | 4月22日 | 副業禁止で悩むVtuber社員を救え大作戦！                   | 冨坂友 | 山内大典 |        |
| STORY 04                                       | 4月29日 | 人見、営業部へ異動？昭和体質と令和社員の激突             | 神田優 | 山内大典 |        |
| STORY 05                                       | 5月06日 | 娘のためについた嘘で大事件勃発 ! ? 最後の1日             | 冨坂友 | 小林義則 |        |
| STORY 06                                       | 5月13日 | 新卒採用に物申す ! ? 就職戦線かなり異常あり！            | 神田優 | 河野圭太 |        |
| STORY 07                                       | 5月20日 | パワハラ上司に涙の訴え！前田敦子、魂の独白！             | 冨坂友 | 山内大典 |        |
| STORY 08                                       | 5月27日 | 頼りない部長の一大決心！働くみんなの思いを受け社長に喝！ | 冨坂友 | 小林義則 |        |
| STORY 09                                       | 6月03日 | 早期退職希望で大混乱！別れの予感…元恋人登場！            | 冨坂友 | 河野圭太 |        |
| STORY 10                                       | 6月10日 | 最終話前編！社長交代に迫る！驚愕のラスト !               | 冨坂友 | 山内大典 |        |
| STORY 最終話                                   | 6月17日 | 社長総選挙 ! ? 消えた人見を探せ！感動の最終話            | 冨坂友 | 河野圭太 |        |
| （視聴率はビデオリサーチ調べ、関東地区・世帯） |         |                                                          |        |          |        |

- 初回は21時 - 22時9分の15分拡大放送[17]。